# Spaniocelyphus falcatus
Spaniocelyphus falcatus är en tvåvingeart som beskrevs av Joann M. Tenorio 1972. Spaniocelyphus falcatus ingår i släktet Spaniocelyphus och familjen Celyphidae.
Artens utbredningsområde är Vietnam. Inga underarter finns listade i Catalogue of Life.